# 24. ročník udílení Nickelodeon Kids' Choice Awards
24. ročník Nickelodeon Kids' Choice Awards se konal 2. dubna 2011 v Galen Center v Los Angeles. Jack Black se potřetí ujal moderování. V průběhu večera vystoupila skupiny Big Time Rush a The Black Eyed Peas a zpěvačka Willow Smith.
Před-show nazvanou Countdown do Kid's Choice! moderovali Jeff Sutphen, Daniella Monet, Noah Munck a Aaron Fresh a vystoupili Train a Victoria Justice.

## Moderátoři a vystupující

### Moderátoři
- Hlavní show: Jack Black
- Před-show: Jeff Sutphen, Daniella Monet, Noah Munck, Aaron Fresh

### Vystupující
- Russell Brand
- Nick Cannon
- Miranda Cosgroveová
- Rosario Dawson
- Randy Jackson
- Joe Jonas
- Victoria Justice
- Kim a Kourtney Kardashian
- Heidi Klum
- Jane Lynch
- Taylor Momsen
- Cory Monteith
- Keke Palmer
- Rico Rodriguez
- Jason Segel
- Steven Tyler
- Sofia Vergara
- Shaun White
- The Big Show

Skupiny
- Big Time Rush – "Boyfriend" (feat. Snoop Dogg)
- The Black Eyed Peas – "I Gotta Feeling", "The Time (Dirty Bit)", "Just Can't Get Enough"
- Willow Smith – "21st Century Girl", "Whip My Hair"
- Victoria Justice – "Beggin' On Your Knees" (Před-show)
- Train – "Hey, Soul Sister" (Před-show)

## Vítězové a nominovaní

### Film

#### Nejoblíbenější film
- Alenka v říši divů
- Deník slabocha
- Harry Potter a Relikvie smrti – část 1
- Karate Kid

#### Nejoblíbenější filmová herečka
- Miley Cyrus (Poslední píseň)
- Ashley Judd (Víla Zuběnka)
- Kristen Stewart (Twilight sága: Zatmění)
- Emma Watsonová (Harry Potter a Relikvie smrti – část 1)

#### Nejoblíbenější filmový herec
- Jack Black (Gulliverovy cesty)
- Johnny Depp (Alenka v říši divů)
- Dwayne Johnson (Víla Zuběnka)
- Jaden Smith (Karate Kid)

#### Nejoblíbenější animovaný film
- Já, padouch
- Jak vycvičit draka
- Shrek: Zvonec a konec
- Toy Story 3: Příběh hraček

#### Nejoblíbenější hlas z animovaného filmu
- Tim Allen jako Buzz Rakeťák (Toy Story 3: Příběh hraček)
- Cameron Diaz jako Princezna Fiona (Shrek: Zvonec a konec)
- Tom Hanks jako Woody (Toy Story 3: Příběh hraček)
- Eddie Murphy jako Oslík (Shrek: Zvonec a konec)

#### Nejoblíbenější buttkicker
- Steve Carell (Já, padouch)
- Jackie Chan (Karate Kid)
- Robert Downey Jr. (Iron Man 2)
- Will Ferrell (Megamysl)

### Televize

#### Nejoblíbenější televizní seriál
- Big Time Rush
- iCarly
- Sladký život na moři
- Kouzelníci z Waverly

#### Nejoblíbenější televizní herečka
- Miranda Cosgroveová (iCarly)
- Miley Cyrus (Hannah Montana)
- Selena Gomez (Kouzelníci z Waverly)
- Victoria Justice (V jako Victoria)

#### Nejoblíbenější reality-show
- American Idol
- Fórky a vtípky
- Amerika má talent
- Drtivá porážka

#### Nejoblíbenější televizní pomocník
- David Henrie (Kouzelníci z Waverly)
- Jennette McCurdy (iCarly)
- Noah Munck (iCarly)
- Brenda Song (Sladký život na palubě)

#### Nejoblíbenější animovaný seriál
- Tučňáci z Madagaskaru
- Phineas a Ferb
- Futurama
- Spongebob v kalhotách

### Hudba

#### Nejoblíbenější hudební skupina
- Big Time Rush
- The Black Eyed Peas
- Jonas Brothers
- Lady Antebellum

#### Nejoblíbenější zpěvák
- Justin Bieber
- Jay-Z
- Bruno Mars
- Usher

#### Nejoblíbenější zpěvačka
- Miley Cyrus
- Selena Gomez
- Katy Perry
- Taylor Swift

#### Nejoblíbenější písnička
- "Baby" – Justin Bieber feat. Ludacris
- "California Gurls " – Katy Perry feat Snoop Dogg
- "Hey, Soul Sister" – Train
- "Mine" – Taylor Swift

### Sport

#### Nejoblíbenější sportovec
- Peyton Manning
- Shaquille O'Neal
- Michael Phelps
- Shaun White

#### Nejoblíbenější sportovkyně
- Danica Patrick
- Lindsey Vonn
- Serena Williams
- Venus Williams

### Další

#### Nejoblíbenější kniha
- Deník malého poseroutky
- Dork Diaries
- Vampýrská akademie série
- Čarodějka a čaroděj

#### Nejoblíbenější videohra
- Just Dance 2
- Mario vs. Donkey Kong: Mini-Land Mayhem
- Need for Speed: Hot Pursuit
- Super Mario Galaxy 2

#### Cena "Big Help"
- Justin Timberlake

#### Prd rukou v podpaží – Síň slávy
- Kaley Cuoco
- Josh Duhamel
- Kevin James